# Pesäpallo

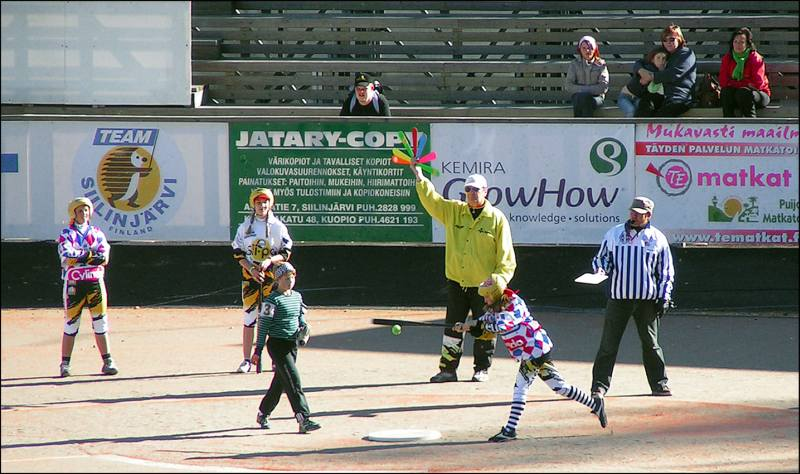
Dzieci grające w pesäpallo w Siilinjärvi

Pesäpallo ([pesæpɑlːo]; od fin. pesä – gniazdo, pallo – piłka; skrótowo pesis; szw. boboll; zwana też „fińskim baseballem”) – sportowa gra zespołowa podobna do baseballu, popularna zwłaszcza w Finlandii, gdzie uznawana jest za narodową dyscyplinę sportu.

## Wstęp
Istotą gry w pesäpallo jest uderzenie specjalnym kijem podrzuconej przez przeciwnika piłki w taki sposób, by dać sobie (oraz ewentualnie innym członkom swojej drużyny) czas na przebiegnięcie dystansu pomiędzy kolejnymi bazami (gniazdami). Drużyna przeciwna usiłuje w tym czasie przejąć podbitą piłkę i wyeliminować biegnących graczy z gry. Za przebiegnięcie określonej trasy przyznawane są punkty, których zdobywanie przybliża drużynę do zwycięstwa. Pomimo tego, iż istota gry jest w zasadzie identyczna jak w baseballu, szczegółowe zasady gry w pesäpallo istotnie różnią się od zasad gry w baseball. W szczególności w pesäpallo duże znaczenie ma kierunek i precyzja uderzenia piłki kijem, a nie tylko odległość, na jaką piłka zostaje odbita.
Pesäpallo zostało stworzone w 2. dekadzie XX wieku przez fińskiego sportowca i innowatora Lauriego „Tahko” Pihkalę, który obserwując w Stanach Zjednoczonych rozgrywki baseballu uznał je za mało ciekawe. Pragnąc stworzyć grę o większej złożoności taktycznej, poświęcił kilka lat na szlifowanie nowych zasad. Pierwsze, testowe jeszcze spotkanie pesäpallo rozegrano 14 listopada 1920 r. w Helsinkach, pomiędzy drużynami dwóch jednostek wojskowych. W roku 1922 opublikowano pierwsze oficjalne reguły gry i rozpoczęto oficjalne rozgrywki. Na letnich igrzyskach olimpijskich w Helsinkach w roku 1952 pesäpallo było jedną z dyscyplin pokazowych.
Obecnie pesäpallo zyskało również pewną popularność poza Finlandią, między innymi w Szwecji, Niemczech, Estonii, Japonii, Szwajcarii, Anglii, Australii oraz Kanadzie. W Finlandii działa kilka poziomów ligi w różnych grupach wiekowych, z których najwyższym poziomem jest liga Superpesis, rozgrywana corocznie w sezonie letnim. Na poziomie międzynarodowym rozgrywane są regularnie mistrzostwa świata z udziałem kilku państw. Ostatnie, siódme mistrzostwa świata odbyły się w roku 2012 w Gold Coast w Australii.

## Streszczenie reguł gry
Mecz pesäpallo składa się zasadniczo z dwóch identycznie rozgrywanych „odcinków” (fin. jakso). Każdy z odcinków składa się z ustalonej liczby „par kolejek” (fin. vuoropari); w rozgrywkach seniorów rozgrywa się 4 pary kolejek w odcinku, w rozgrywkach juniorskich może być ich mniej. W ramach każdej pary kolejek rozgrywa się dwie „kolejki” (fin. vuoro) – w pierwszej z nich drużyna A atakuje, a drużyna B broni, w drugiej kolejce drużyny zamieniają się rolami. Drużyna zdobywa punkty wyłącznie w czasie swojej kolejki „wewnętrznej” (fin. sisävuoro), czyli w ataku. W kolejce „zewnętrznej” (fin. ulkovuoro), czyli obronnej, drużyna usiłuje przeszkodzić drużynie przeciwnej w zdobywaniu punktów. Drużyna, która po zakończeniu ustalonej liczby par kolejek ma więcej punktów, zostaje zwycięzcą odcinka. W wypadkach kiedy drużyna o mniejszej liczbie punktów nie ma już w perspektywie kolejek w ataku (a więc nie ma szansy zdobyć kolejnych punktów), odcinek kończy się przed czasem. Drużyna, która wygra obydwa odcinki zostaje zwycięzcą spotkania. Jeżeli po rozegraniu dwóch odcinków obie drużyny wygrały po jednym odcinku, to rozgrywana jest dodatkowa para kolejek z bardzo nieznacznie zmodyfikowanymi zasadami. W przypadku gdy dodatkowa para kolejek również zakończy się remisem, rozgrywany jest specyficzny konkurs uderzeń, co do idei analogiczny do konkursu rzutów karnych w piłce nożnej.

### Boisko

Boisko do gry w pesäpallo – schemat

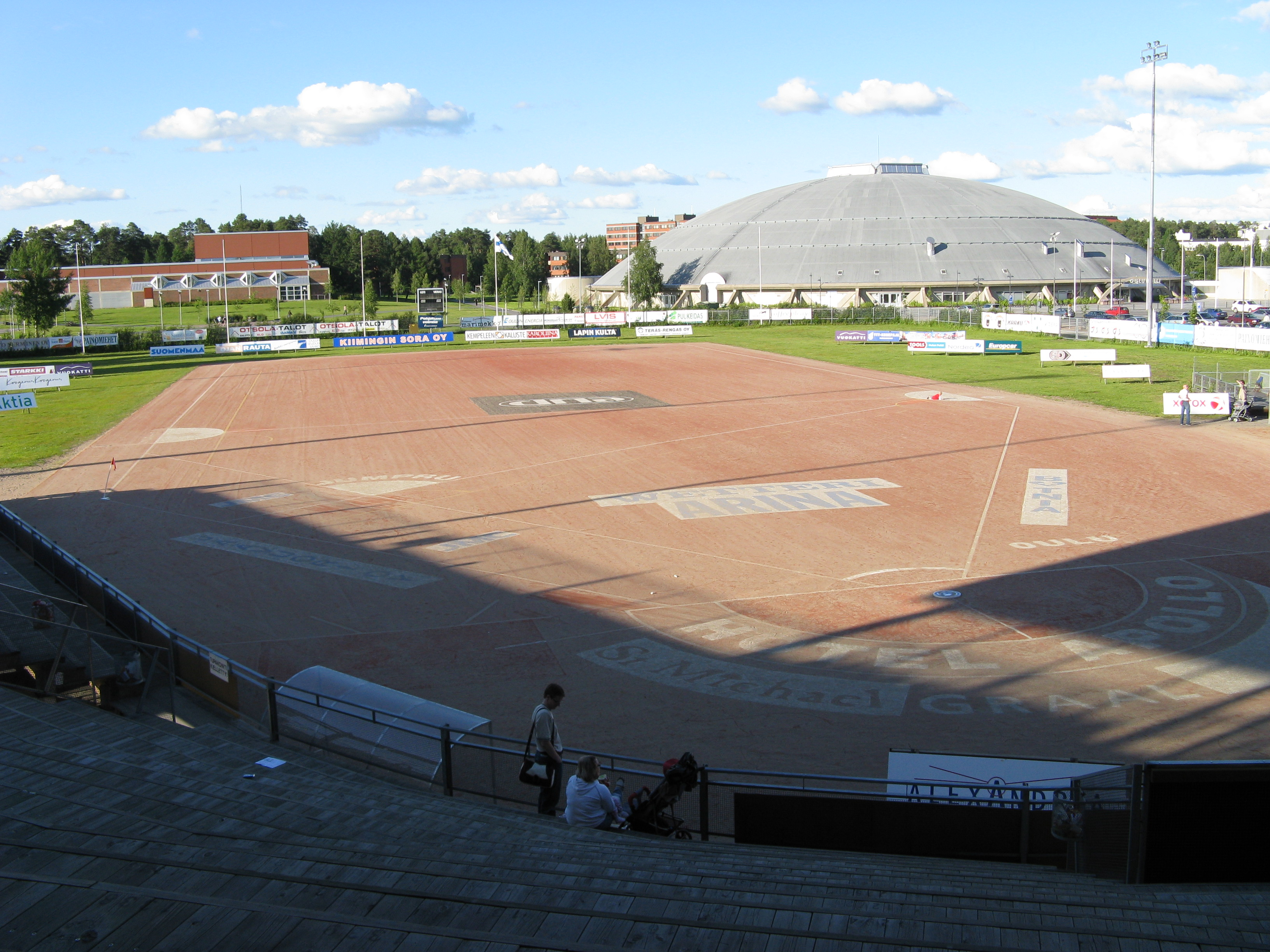
Boisko do gry w pesäpallo w Oulu

Boisko do gry w pesäpallo jest placem w kształcie prostokąta przechodzącego w trójkąt równoramienny wzdłuż jednego z krótszych boków. Pole gry dla mężczyzn powinno mieć w sumie około 104 m długości i 36 m szerokości (prostokąta i podstawy trójkąta). Pola dla kobiet i juniorów mogą być mniejsze.
Przy wierzchołku trójkąta zlokalizowane jest tzw. „gniazdo domowe” (fin. kotipesä, analog home base w baseballu). Trzy pozostałe „gniazda” (fin. pesä), ponumerowane od 1 do 3, zlokalizowane są w obrębie pola gry, przy jego krawędziach. Wszystkie gniazda mają formę wycinków koła, niewielkich w stosunku do rozmiarów całego pola gry. Najczęściej są to po prostu półkola.
Pomiędzy kolejnymi gniazdami wytyczone są ścieżki, po których mają przemieszczać się zawodnicy atakujący: od gniazda domowego do gniazda nr 1, następnie dalej do gniazd nr 2 i nr 3, wreszcie z powrotem do gniazda domowego. Ścieżki nie mają określonej szerokości, są tylko liniami wzdłuż których gracze przemieszczają się najkrótszą drogą od gniazda do gniazda; ostatni z etapów (fin. kotipolku) jest linią łamaną (mniej więcej w 1/3 dystansu znajduje się chorągiewka, którą trzeba obiegać od zewnętrznej strony).
Każde z gniazd posiada dodatkowo przylegającą do niego „strefę rezerwową” (fin. vara-alue), której kształt i rozmiary są różne dla poszczególnych gniazd. Strefa rezerwowa co do zasady rozciąga się na przedłużeniu ścieżki biegowej do danego gniazda.
Geometryczny wierzchołek trójkąta wchodzącego w skład pola gry znajduje się wewnątrz gniazda domowego, ale nie w środku geometrycznym tworzącego je półkola. Średnica półkola odcina więc z trójkąta kawałek wierzchołka. Linia zawierająca tę średnicę (równoległa do podstawy trójkąta) zwana jest „granicą domową” (fin. kotiraja). Obszar po stronie boiska od granicy domowej zwany jest „stroną boiska” (fin. kenttäpuoli), zaś obszar po przeciwnej stronie „stroną domową” (fin. kotipuoli). Tuż przy geometrycznym środku trójkąta, w ramach gniazda domowego, znajduje się tzw. „talerz podania” (fin. syöttölautanen) – lekko podniesiony biały dysk o średnicy 60 cm. Tzw. „łuk przedni” (fin. etukaari) odcina koliście niewielki fragment wierzchołka trójkąta boiska po stronie boiska. Wraz z ramionami trójkąta i granicą domową wyznacza on niewielki obszar przylegający do gniazda domowego po stronie boiska.

### Drużyny
Drużyna składa się z 12 graczy i do dwóch „kierowników gry” (fin. pelinjohtaja); najczęściej kierownik gry jest jeden. Dodatkowo do gry może zostać zgłoszonych do 6 rezerwowych, którzy mogą zastępować graczy, którzy ulegli uniemożliwiającej dalszą grę kontuzji.
W czasie kolejki obronnej w aktywnej grze uczestniczy wybranych 9 graczy. Pozostali nie biorą w niej udziału, choć jeden z nich ma prawo pomagać kierownikowi gry w kierowaniu obroną przekazując informacje aktywnie grającym partnerom.
W czasie kolejki ataku wybranym 9 graczom przypisuje się kolejne numery 1-9. Stanowią one kolejność, w jakiej gracze będą podchodzili do próby odbicia piłki. Pozostałych 3 graczy to tzw. „dżokerzy” (fin. jokerit), którzy mogą na polecenie kierownika gry podejść do próby odbicia poza kolejnością.
Szczególną rolę pełni w drużynie kierownik gry. Jego zadaniem jest nieustanne obserwowanie pola gry, sugerowanie graczom optymalnych rozwiązań taktycznych oraz posyłanie dżokerów do danego odbicia. Kierownik gry jest też obok kapitana drużyny jedynym jej członkiem uprawnionym do rozmowy z sędzią. Charakterystycznym narzędziem pracy kierownika jest kolorowy wachlarz służący do podawania drużynie umówionych sygnałów.

### Rozgrywka kolejki
Ośmiu graczy drużyny broniącej rozstawia się według swojego uznania po polu gry. Dziewiąty gracz staje w gnieździe domowym i zajmuje się m.in. podrzucaniem piłki do odbicia.
Gracze drużyny atakującej podchodzą kolejno do próby uderzenia, zasadniczo według ustalonej wcześniej kolejności, chyba że podchodzący jest dżokerem i podchodzi poza kolejnością. Każdemu z wchodzących zawodników przysługują 3 próby odbicia (poprawnie) podrzuconej piłki. Gracz podrzucający podrzuca piłkę pionowo do góry co najmniej na pewną ustaloną wysokość, tak żeby piłka w przypadku braku próby odbicia spadła na talerz podania. Jeżeli próba odbicia nie zostaje podjęta, a piłka była podrzucona poprawnie, to zawodnik odbijający traci jedną ze swoich 3 prób. Jeżeli próba zostaje podjęta, to zakłada się, że podrzucenie było poprawne. Dalszy przebieg gry zależy od poprawności odbicia. Jeżeli odbicie jest niepoprawne (np. piłka trafia w aut), to zawodnik odbijający traci próbę i wszyscy zawodnicy drużyny atakującej powracają na pozycje sprzed uderzenia. Jeżeli odbicie jest poprawne, to odbijający gracz ma prawo rzucić kij i biec w kierunku 1. gniazda. Również gracze zajmujący obecnie gniazda w polu mogą się po takim uderzeniu przemieszczać do kolejnych gniazd. Jeżeli pomimo poprawnego uderzenia, uderzający nie zdecyduje się biec do 1. gniazda, to traci próbę. Uderzający, który w pierwszych dwóch próbach nie mógł lub nie zdecydował się biec, musi w 3 próbie wykonać poprawne uderzenie i dobiec do 1. gniazda. W przeciwnym razie ulega spaleniu (patrz niżej). Z tego też powodu gracze w 3. próbie często podnoszą piłkę uderzeniem wysoko w górę. Dzięki temu zapewniają sobie czas na dobiegnięcie do 1. gniazda. Drużyna broniąca najczęściej łapie taką piłkę w powietrzu, co eliminuje odbijającego z dalszej gry bez punktów, ale nie oznacza kosztownego dla drużyny atakującej spalenia.
Odbicie piłki jest zazwyczaj poprawne jeżeli piłka po odbiciu po raz pierwszy dotyka ziemi w obrębie obszaru ograniczanego przez krawędzie prostokąta/trójkąta pola gry oraz przez łuk przedni. Innymi słowy odbicie bardzo krótkie, trafiające tuż za granicę domową, ale przed łuk przedni, nie jest uznawane, podobnie jak odbicia wychodzące poza dalsze granice pola. Jeżeli zawodnik drużyny broniącej dotknie piłki nim dotknie ona ziemi, to odbicie również uznawane jest za poprawne. Odbicie może być natomiast niepoprawne z kilku innych, rzadziej występujących przyczyn, takich jak podwójne uderzenie kijem czy wypuszczenie kija z ręki przez uderzającego.

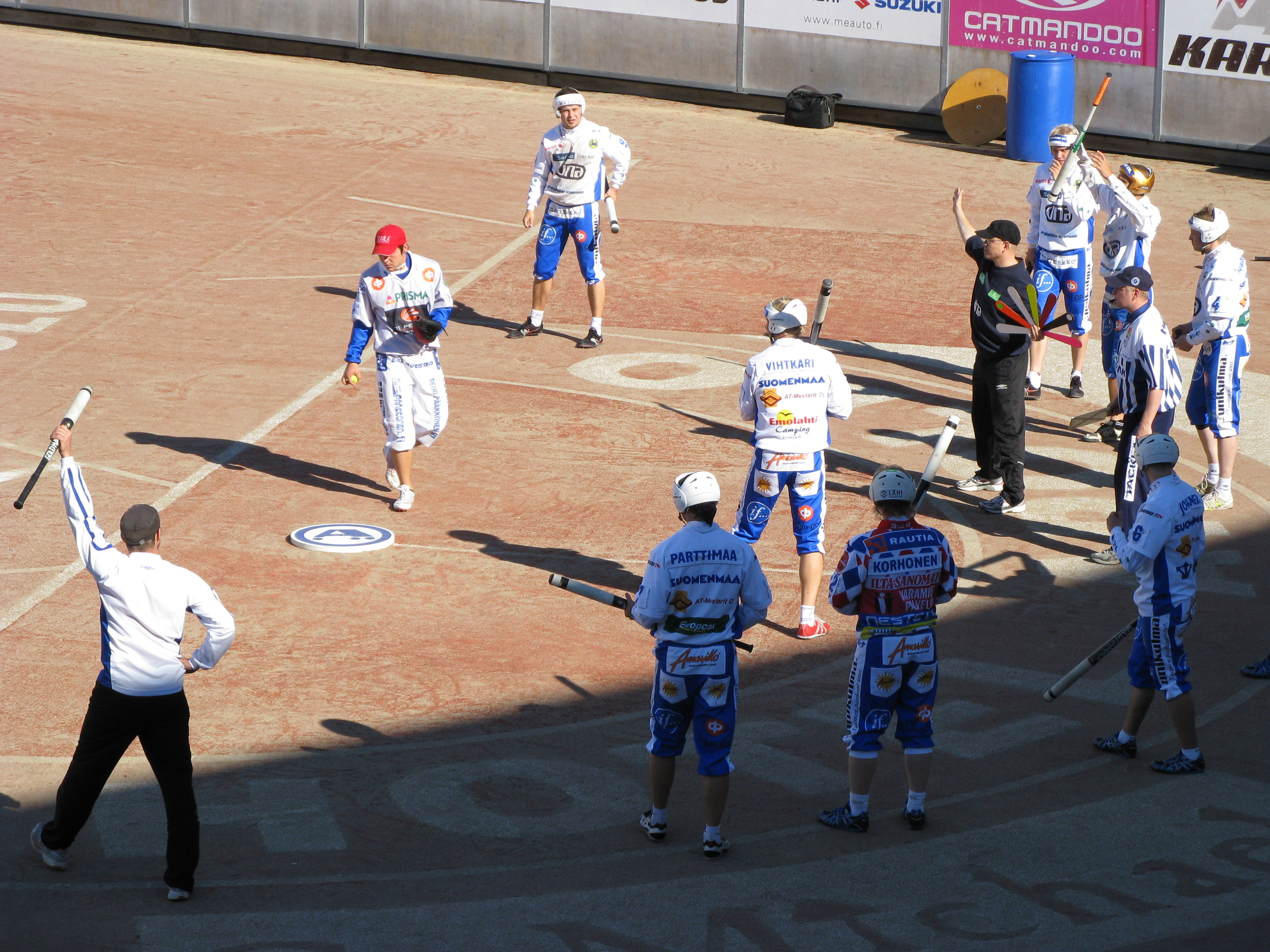
Widok na gniazdo domowe podczas ligowego meczu pesäpallo; widoczny m.in. podrzucający (z piłką, obok talerza podania), odbijający (tyłem w gnieździe, z kijem) oraz kierownik gry (ubrany na czarno, z kolorowym wachlarzem)

Zawodnik atakujący, który po poprawnym odbiciu piłki zdecyduje się opuścić gniazdo domowe musi dobiec do 1. gniazda lub do jego strefy rezerwowej zanim w 1. gnieździe znajdzie się zawodnik broniący będący w posiadaniu piłki. Innymi słowy zawodnicy broniący dążą do jak najszybszego przejęcia odbitej piłki i dostarczenia jej (najczęściej podaniem) do gracza broniącego znajdującego się w gnieździe lub blisko niego. Jeżeli zawodnik atakujący z powodzeniem dobiegnie do gniazda, lub do jego strefy rezerwowej, zanim drużyna broniąca dostarczy piłkę do tego gniazda, to zawodnikowi temu udało się z powodzeniem przemieścić i uzyskał tzw. „bezpieczeństwo” w danym gnieździe. Zawodnik ten ma prawo próbować przemieszczać się do kolejnego gniazda od razu, lub też kiedy kolejny zawodnik odbijający wykona poprawne odbicie piłki. Przemieszczanie się do kolejnych gniazd odbywa się tak samo, jak przemieszczanie się do 1. gniazda, z tym że odbijającym może być inny zawodnik. Jedno gniazdo może jednak dać bezpieczeństwo tylko jednemu atakującemu. Zajmujący dane gniazdo zawodnik zmuszony jest więc je opuścić i próbować dostać się do następnego, kiedy do zajmowanego przez niego gniazda zacznie zmierzać inny zawodnik. Zawodnik atakujący ma prawo w czasie jednego odbicia pokonać dwa lub więcej odcinki pomiędzy gniazdami, o ile ma na to czas. Musi jednak zaliczać gniazda we właściwej kolejności i uzyskać bezpieczeństwo w każdym z gniazd które mija.
Zawodnik atakujący, który zdoła przemieszczając się w ten sposób obiec całą trasę (powrócić do gniazda domowego), zalicza tzw. „bieg” (fin. juoksu) i zdobywa punkt dla swojej drużyny. Dodatkowo zawodnik, który zdoła bezpośrednio po własnym poprawnym uderzeniu dotrzeć do 3. gniazda (poprzez 1. i 2. gniazdo) zalicza tzw. „rundę honorową” (fin. kunniajuoksu – odpowiednik home run w baseballu) i zdobywa punkt. Zawodnik ten ma prawo pozostać w 3. gnieździe i próbować zdobyć kolejny punkt (za zwykły bieg), podczas kolejnego odbicia.
Zawodnik który opuścił gniazdo, w którym miał bezpieczeństwo, ale nie dotarł na czas do kolejnego gniazda ulega „spaleniu” i opuszcza plac gry. Trzecie spalenie w danej kolejce kończy kolejkę ataku danej drużyny. Kolejka może też ulec zakończeniu przed osiągnięciem trzeciego spalenia jeżeli wszyscy gracze drużyny atakującej (wliczając w to dżokerów) zaliczyli już swoje próby odbicia, a drużyna nie zdobyła w tej kolejce dwóch lub więcej punktów. Jeżeli drużynie uda się zdobyć 2 lub więcej punkty, to ma prawo kontynuować kolejkę. W takim wypadku gracze drużyny atakującej ponownie podchodzą do odbicia w tej samej ustalonej kolejności. Jeżeli i w tym obrocie nie nastąpi trzecie spalenie, a drużyna znowu zdobędzie 2 lub więcej punkty, to cykl zaczyna się po raz trzeci itd. Teoretycznie więc kolejka może trwać w nieskończoność, choć w praktyce wcześniej czy później drużynie broniącej udaje się zakończyć kolejkę ataku swoich przeciwników. Zdobycie 2 punktów i rozpoczęcie cyklu odbić od nowa nie zeruje licznika spaleń w kolejce.
Jeżeli po odbiciu piłki przez atakującego zawodnicy drużyny broniącej złapią piłkę w powietrzu (zanim dotknie ona ziemi po odbiciu), to odbicie kończy się tzw. „przechwytem” (fin. koppi). Po przechwycie wszyscy gracze drużyny atakującej (również ci mający bezpieczeństwo w którymś z gniazd) muszą opuścić plac i odnoszą tzw. „ranę” (fin. haava). Gracze niemający bezpieczeństwa przy przechwycie mogą ulec spaleniu. Zawodnik łapiący piłkę w powietrzu może też natychmiast po złapaniu odbić ją od ziemi. W takim wypadku dalsza rozgrywka przebiega tak jakby przechwytu nie było (to może dać drużynie broniącej możliwość spalenia zawodnika atakującego w kolejnej kolejce).
Gracz drużyny atakującej, który ma bezpieczeństwo w gnieździe A i przygotowuje się (potencjalnie) do przebiegnięcia do kolejnego gniazda B, ma prawo przed uderzeniem wysunąć się z gniazda A dowolnie daleko w kierunku gniazda B. Jednakże gracz podrzucający piłkę może w dowolnej chwili zamiast podrzucenia piłki do odbicia, rzucić ją do partnera z pola, np. znajdującego się w gnieździe A. Gracz drużyny atakującej, który wysunął się z gniazda A, musi do niego powrócić zanim gracz drużyny broniącej otrzyma w tym gnieździe podaną przez podrzucającego piłkę; w przeciwnym razie ulega spaleniu. Mechanizm ten w praktyce ogranicza dystans, na jaki gracz atakujący może się bezpiecznie wysunąć z gniazda nie ryzykując bycia złapanym poza nim.
Graczowi drużyny atakującej może też zostać przyznane prawo swobodnego przemieszczenia się do następnego gniazda. Najczęstszym powodem tego jest ustalona liczba niepoprawnych podrzuceń piłki przez gracza podrzucającego.
Poprawnie odbita piłka jest w grze dopóki nie zostanie przejęta przez drużynę broniącą i dostarczona do gniazda domowego. Zasada ta jest rozumiana bardzo dosłownie. Jeżeli piłka po dotknięciu ziemi w ramach pola gry wypadnie na przykład za ogrodzenie, w krzaki, czy do pobliskiego rowu, to zawodnik drużyny broniącej podąża za nią i usiłuje ją znaleźć i dostarczyć na pole gry. Często oczywiście zajmuje to tak dużo czasu, że wszyscy mogący biec gracze drużyny atakującej zdążą zakończyć swoje biegi. W takiej sytuacji dostarczenie piłki z powrotem na pole gry staje się bezprzedmiotowe. Uderzający starają się więc wykonać w miarę możliwości takie uderzenie, żeby było ono poprawne, a piłka niezłapana oddaliła się maksymalnie daleko.

### Pozostałe zasady
Regulamin gry w pesäpallo określa również m.in. rozmiary i cechy piłki oraz kija używanych do gry, stroje i ubiór ochronny zawodników i sędziów, rodzaje możliwych przewinień oraz kar, jak również zawiera różne inne reguły związane z protokołowaniem meczu czy organizacją miejsca dla publiczności. Wreszcie regulamin zawiera szereg szczegółowych reguł postępowania w różnych sytuacjach (często nietypowych), które nie zmieniają zasadniczo opisanego powyżej przebiegu gry.